# Astronomija u 1805.
◄◄ | ◄ | 1802. | 1803. | 1804. | 1805.  | 1806. | 1807. | 1808. | ► | ►►
Arhitektura • Astronomija • Biologija • Glazba • Kazalište • Kemija • Kiparstvo • Knjige • Književnost • Kršćanstvo • Meteorologija • Medicina • Politika • Pravo • Promet • Slikarstvo • Šport • Znanost
Astronomija u 1805.

## Svijet

### Otkrića
- Francuski astronom Jean-Louis Pons promatrao Bielin komet, ali nije ga prepoznao da se radi o istom objektu koji su 1772. promatrali Jacques Leibax Montaigne i Charles Messier.[1]

## Vanjske poveznice
|  | Zajednički poslužitelj ima još gradiva o temi Astronomija u 1805. |